# Kevin Hernández
Kevin Vance Hernández Kirkconnell (né le 21 décembre 1985 à Guanaja au Honduras) est un footballeur international hondurien, qui évolue au poste de gardien de but.

## Biographie

### Carrière en sélection
Avec l'équipe du Honduras, il joue 6 matchs (pour aucun but inscrit) depuis 2008. Il figure notamment dans le groupe des sélectionnés lors de la Gold Cup de 2013.
Il participe également aux Jeux olympiques de 2008. Lors du tournoi olympique, il joue deux matchs : contre l'Italie et le Cameroun.

## Palmarès
- Vainqueur du Tournoi d'ouverture du championnat du Honduras en 2010 et 2013 avec le Real España